# Oresitrophe rupifraga
Oresitrophe rupifraga là một loài thực vật có hoa trong họ Saxifragaceae. Loài này được Bunge miêu tả khoa học đầu tiên năm 1833.